# Certificación académica
En educación, se le llama a las certificaciones académicas al inventario de los cursos tomados y las calificaciones obtenidas de un estudiante a lo largo de un curso de estudio. Hay certificaciones oficiales y certificaciones que pueden ser hechas por el estudiante y verificadas y atestiguadas por una persona autorizada.

## Sinónimos
A veces se hace referencia a una certificación de notas como una hoja de calificación, una lista de marcas o una libreta de calificaciones.
En los Estados Unidos, también se llama certificación al archivo de registro acumulativo (Cumulative Record File, CRF), registro permanente o simplemente registro.
En el sistema ECTS europeo, las transcripciones se denominan transcripción de registros (TdR).

## Estados Unidos
En la educación de los Estados Unidos, una certificación (transcript) es una copia del registro académico permanente del estudiante, que generalmente significa todos los cursos recibidos, todas las calificaciones recibidas, todos los honores recibidos y los grados conferidos a un estudiante desde el primer día de clases hasta el año escolar actual.
Una certificación también puede contener el número de personas en una clase y la calificación promedio de la clase. Una certificación oficial es preparada y enviada por la escuela emisora generalmente por la oficina de registros del centro de estudios con una firma original de un funcionario escolar con membrete de la escuela y sellada por la escuela. 
Cuando los estudiantes están pensando en cambiar de escuela, las transcripciones acumulativas se envían por correo de la escuela a la escuela. Las transcripciones generalmente consisten en grados 9-12 cuando se aplican a universidades. Las transcripciones a menudo se emiten y se usan en la escuela secundaria (grados 9-12) y en los niveles universitarios.

## Unión Europea
En el Sistema Europeo de Transferencia y Acumulación de Créditos, se utiliza una Transcripción de registros (TdR) para documentar el rendimiento de un alumno durante un cierto período de tiempo al enumerar las unidades de curso o módulos tomados, los créditos obtenidos y las calificaciones otorgadas. La Transcripción de Registros proporciona un formato estándar para registrar todas las actividades de estudio llevadas a cabo por los estudiantes. Es una herramienta esencial para el reconocimiento académico.
La transcripción de Registros y Suplementos de Diploma es un desarrollo bastante reciente en la mayoría de los países europeos. Los estudiantes que obtuvieron títulos académicos en Europa antes del Proceso de Bolonia de 1999 normalmente no habrán recibido transcripciones o suplementos de diploma y no pueden producirse retroactivamente para estos estudiantes. Incluso hoy en día todavía hay universidades europeas que no están listas para emitir Transcripciones o Suplementos de Diploma. A diferencia de los Estados Unidos, no existe en Europa un sistema de escuelas que envían directamente transcripciones a otras escuelas, algo que también sería problemático en vista de las leyes de privacidad europeas.
El ECTS Transcript of Records, creado como parte del Proceso de Bolonia, preferiblemente incluye, junto con las calificaciones locales, las calificaciones ECTS del alumno. Se usa para estudiantes móviles en dos momentos separados. En primer lugar, debe ser emitida y enviada a la institución de acogida por la institución de origen para todos los estudiantes salientes antes de su partida con el fin de proporcionar información sobre las unidades / módulos del curso que ya han completado y los resultados obtenidos. En segundo lugar, debe ser emitido y enviado por la institución anfitriona a la institución de origen para todos los estudiantes que ingresan al final de su período de estudio.

## Fraude de certificaciones académicas
El fraude de certificaciones académicas es la alteración de una transcripción emitida por una escuela o universidad legítima o la falsificación de transcripciones completamente falsas. El fraude de transcripciones es un problema creciente tanto para las instituciones educativas como para los empleadores. Esto está relacionado con el fraude de diplomas, que es la falsificación de diplomas escolares o universitarios.